# Filipp Kirkorow
Filipp Bedrosowicz Kirkorow (ros. Филипп Бедросович Киркоров, ur. 30 kwietnia 1967 w Warnie) – rosyjski piosenkarz, aktor, kompozytor i producent muzyczny.

## Życiorys

### Wczesne lata
Urodził się w Warnie w Bułgarii, pochodzi z rodziny artystycznej; jego ojciec Bedros Kirkorow był wokalistą, a matka Wiktoria Markowna Lichaczewa pochodziła z rosyjskiej rodziny artystów cyrkowych.
W 1975 przeprowadził się z rodzicami do Moskwy, gdzie Kirkorow rozpoczął naukę w szkole muzycznej. Po ukończeniu nauki nie zdał egzaminów do Instytutu Teatralnego (GITIS) i kontynuował edukację w muzycznej uczelni im. Gniesinich.

### Kariera
Na drugim roku studiów wziął udział w telewizyjnym programie Szerszy krąg, w którym wykonał piosenkę w języku bułgarskim. W 1987 rozpoczął pracę w leningradzkim teatrze muzycznym, z którym odbył trasę koncertową po Europie. Po zakończeniu trasy zrezygnował z pracy w teatrze. Następnie został zaproszony przez Iliego Rieznika na sesję nagraniową albumu Wernisaż, podczas której wykonał utwór „Sindbad żeglarz”. W 1988 ukończył uczelnię muzyczną z wyróżnieniem, wziął udział w konkursie piosenki państw socjalistycznych Jałta. Niedługo po zakończeniu festiwalu nagrał swój pierwszy teledysk do utworu „Karmen”. W październiku wystąpił w programie Bożonarodzeniowe spotkania, do którego zaprosiła go rosyjska wokalistka Ałła Pugaczowa. W tym czasie poznał poetę Leonida Derbenijewa, który napisał do niego teksty do utworów „Ty, Ty, Ty”, „Niebo i ziemia” i „Atlantyda”. 1 grudnia 1988 przyjął propozycję pracy w Teatrze Pieśni Ałły Pugaczowej, w którym pracował do końca 1990. Po odejściu z teatru postanowił rozpocząć karierę solową, biorąc udział w Szlagier, który wygrywał z piosenką „Niebo i ziemia”. Niedługo po uczestnictwie na festiwalu wydał debiutancki album studyjny, zatytułowany Filipp.
W 1991 zaczął występować w teatrze estrady, a w październiku tego samego roku wyruszył w trasę koncertową po Stanach Zjednoczonych, Niemczech, Izraelu, Australii i Kanadzie. Otrzymał osiem statuetek Owacji w kategorii Najlepszy rosyjski wokalista. W 1995 reprezentował Rosję z utworem „Kołybielnaja dla wułkana” w 40. Konkursie Piosenki Eurowizji; zajął 17. miejsce w finale, najniższe w historii startów kraju w konkursie. Od 2007 kilkakrotnie pojawia się jako producent lub kompozytor eurowizyjnych propozycji: napisał m.in. utwory: „Work Your Magic” Dzmitryja Kałduna (2007), „Shady Lady” Ani Lorak (2008) oraz „Shine” Sióstr Tołmaczowych (2014). 

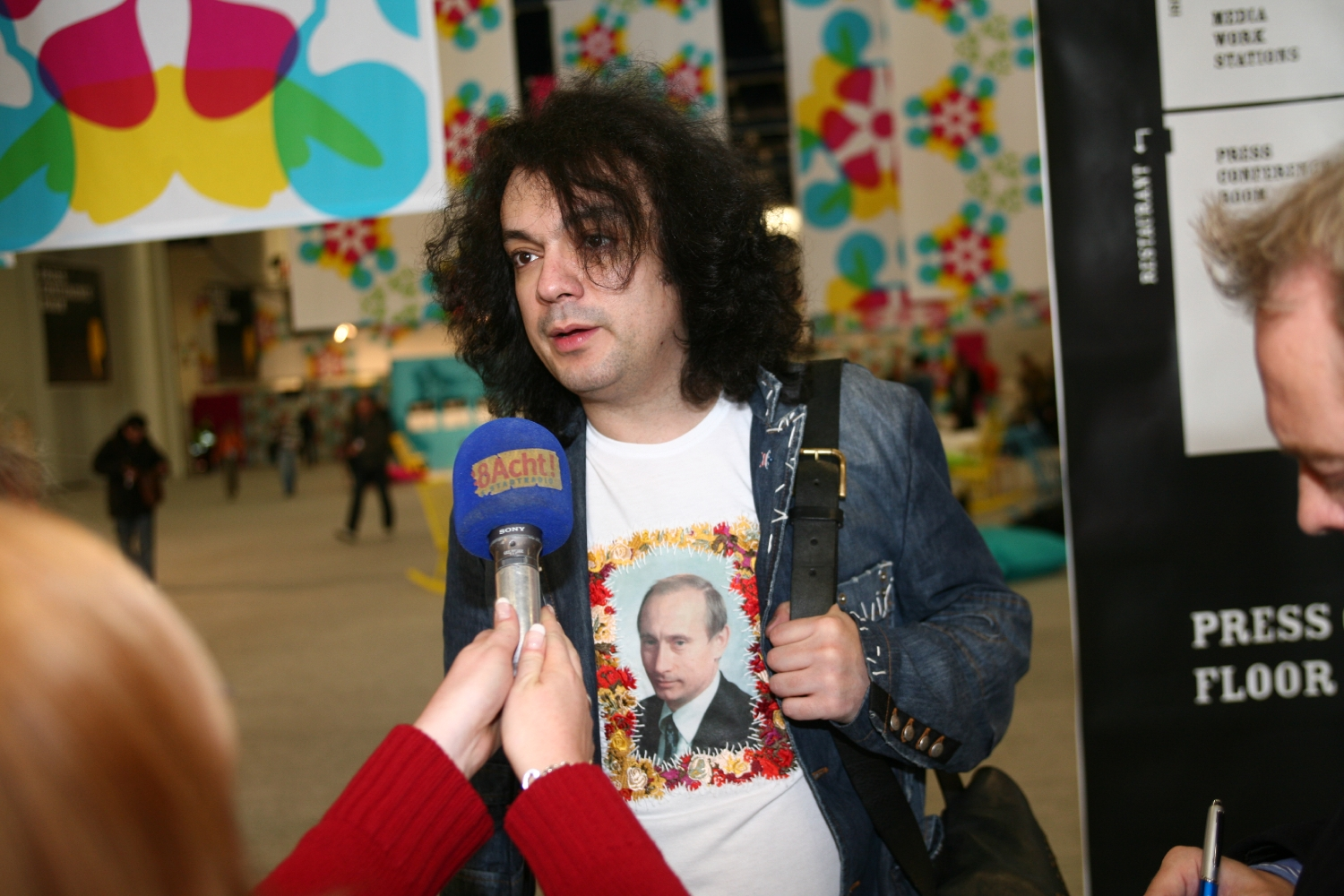
Filipp Kirkorow, maj 2007

Był jednym z jurorów drugiej edycji białoruskiej wersji programu Music Idol.
W 2011 wydał szesnasty album studyjny, zatytułowany DruGOY, składający się z trzech krążków oraz płyty DVD z wideoklipami. Po premierze płyty wyruszył w trasę koncertową o tej samej nazwie, pierwszy koncert odbył się 7 i 8 listopada 2011 na Kremlu.
Jest właścicielem i założycielem dwóch sklepów odzieżowych w Moskwie o nazwie „Phill 4 You”. Jeden znajduje się w centrum handlowym „VEGAS” a drugi w ekskluzywnym centrum handlowym „Wiosna” na moskiewskim Nowym Arbacie. Dwa lata później został autorem większości utworów znajdujących się na krążku Kamalija ukraińskiej piosenkarki Kamalii.
W 2013 zagrał jedną z głównych ról (świętego Walentego) w komedii romantycznej Miłość w wielkim mieście 3 u boku Sharon Stone.
W przeciągu trzech lat zdobył wiele statuetek m.in. od muzycznych programów: Muz-TV, RU.TV dla najlepszego wykonawcy, za najlepszy soundtrack („Struny” do filmu Miłość w wielkim mieście 2), teledysk roku oraz za najlepszą trasę koncertową (DRUGOY). Dzięki słuchaczom „Rosyjskiego Radia”, w grudniu 2013 podczas XVIII ceremonii rozdania nagród Złoty Gramofon zdobył swoją osiemnastą statuetkę, tym razem za utwór „Sierdce żdiot”. Jest to rekord jeżeli chodzi o liczbę zdobytych statuetek w historii całej gali. Jego teledysk pod tytułem „Trolling” nakręcony specjalnie dla projektu „Tydzień śmiechu na YouTube” trafił na listę dziesięciu najczęściej oglądanych teledysków na portalu YouTube w Rosji w roku 2013.

### Życie prywatne
W styczniu 1994 ogłosił zaręczyny z Ałłą Pugaczową, którą poślubił w maju 1995. W 2005 rozwiedli się.

## Nagrody i odznaczenia
- Zasłużony Artysta Federacji Rosyjskiej (2001)
- Ludowy Artysta Czeczenii (2006)
- Ludowy Artysta Inguszetii (2006)
- Ludowy Artysta Federacji Rosyjskiej (2008)
- Ludowy Artysta Ukrainy (2008, pozbawiony 2023)[7][8]
- Człowiek roku na Ukrainie (2008)
- Medal „10 lat miastu Astana” (Kazachstan, 2008)
- Honorowy Obywatel Jałty (Ukraina, 2010)
- Zdobywca 5 statuetek World Music Award w latach 1996, 1999, 2004, 2005 i 2008

## Dyskografia

### Albumy studyjne
- 1990: Filipp
- 1990: Sinbat-morehod
- 1991: Niebo i ziemlja
- 1991: Ti, tti, ti
- 1992: Takoj sakoj
- 1994: Ja nie Rafael
- 1995: Primadonna
- 1995: Ckazi Słoncu
- 1998: Edinstwenaja
- 1998: Oj, mama szika dam
- 2000: Chelofilia
- 2001: Magico amor
- 2002: Wlublonij i bezumno odinokij
- 2003: Neznakomka
- 2007: For You
- 2011: DruGOJ
- 2016: Ja

### Albumy koncertowe
- 2001: Wczera, Siegodnia, Zawtra…

### Albumy kompilacyjne
- 2003: Luczszije piesni
- 2004: Dueti

## Filmografia

### Filmy i seriale
- 2000: Salon of Beaty
- 2001: Como El Cine
- 2007: Stars Holidays
- 2008: On Back Of Black Cat
- 2009: Love In Big City
- 2010: Love In Big City – 2
- 2012: Love In Big City – 3

### Musicale
- 1995: Starije pesni o glavnom
- 1996: Starije pesni o glavnom – 2
- 1997: Starije pesni o glavnom – 3
- 2000: Old Songs About Main Things.Postscript
- 2002: Vechera na khutore bliz Dikanki
- 2003: Bezumnyy den ili zhenitba Figaro
- 2006: Prikluczenija Werki Serduczki
- 2006: Zwiezdne kanikuły
- 2007: Korolevstvo krivykh zerkal
- 2008: Zolotoj rybka
- 2009: Zolotoj kluczik

### Dubbing
- 2000: Nowi muzykanci z Bremy
- 2011: Shchelkunchik i Krysinyy korol